# Balhorn
Balhorn is een deel van de gemeente Bad Emstal in Hessen in Duitsland. Balhorn hoort bij het district Kassel (district). 
Balhorn ligt aan de Uerdinger Linie, in het traditionele gebied van het Hessisch dialect. Balhorn is de zetel van het ambtsgebiet Hessen-Nord van de Selbständige Evangelisch-Lutherischen Kirche.